# 圣莱热 (萨瓦省)
圣莱热（法語：Saint-Léger，法語發音：[sɛ̃ leʒe] ⓘ）是法国萨瓦省的一个市镇，属于圣让德莫里耶讷区。

## 地理
圣莱热（45°26'10"N, 6°16'35"E）面积11.06 平方千米，位于法国奥弗涅-罗讷-阿尔卑斯大区萨瓦省，该省份为法国东部省份，历史上为薩伏依的一部分，北起上萨瓦省，西接伊泽尔省和安省，南部和东部与上阿尔卑斯省和意大利接壤。
与圣莱热接壤的市镇（或旧市镇、城区）包括：拉沙佩勒、埃皮埃尔。

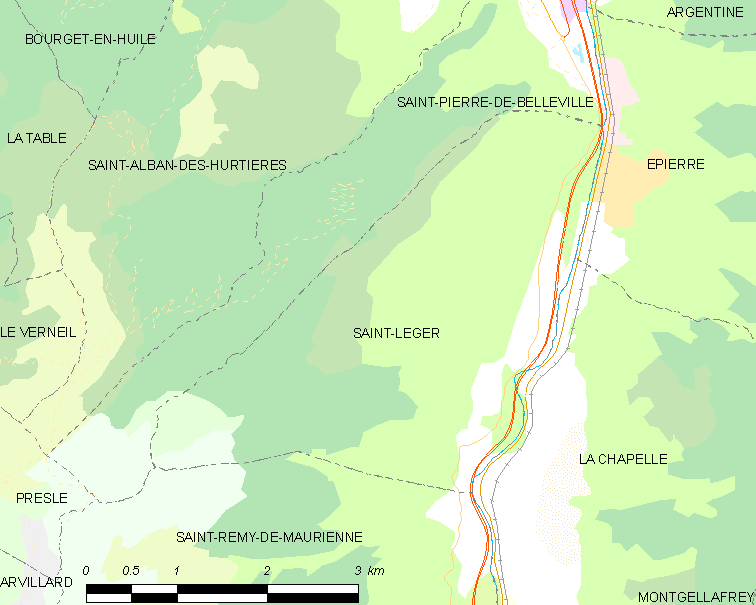
的OSM定位图

圣莱热的时区为UTC+01:00、UTC+02:00（夏令时）。

## 行政
圣莱热的邮政编码为73220，INSEE市镇编码为73252。

## 政治
圣莱热所属的省级选区为圣皮埃尔达尔比尼县。

## 人口

1962-2008年间人口变化图示

圣莱热于2022年1月1日时的人口数量为256人。